# Temmy Shmull
Temmy Shmull, né le 3 août 1947 dans le Peleliu (Palaos) et mort le 28 février 2025 dans Palaos, est homme politique paluan originaire de l’État de Peleliu. Il fut notamment ministre d’État des Palaos sous la deuxième administration Remengesau et gouverneur de Peleliu.

## Biographie
Il était ministre d’État en 2003.
Il est élu aux élections générales de décembre 2012.
En 2014, il est impliqué dans une affaire de prostitution, notamment pour sollicitation.
Il se représente aux élections de 2015, qu'il remporte face à l'ancien gouverneur et ministre des Infrastructures publiques Jackson Ngiraingas. Il est réélu aux élections de 2018.
Il est décédé le 28 février 2025.

## Sources